# Dizzy Reed

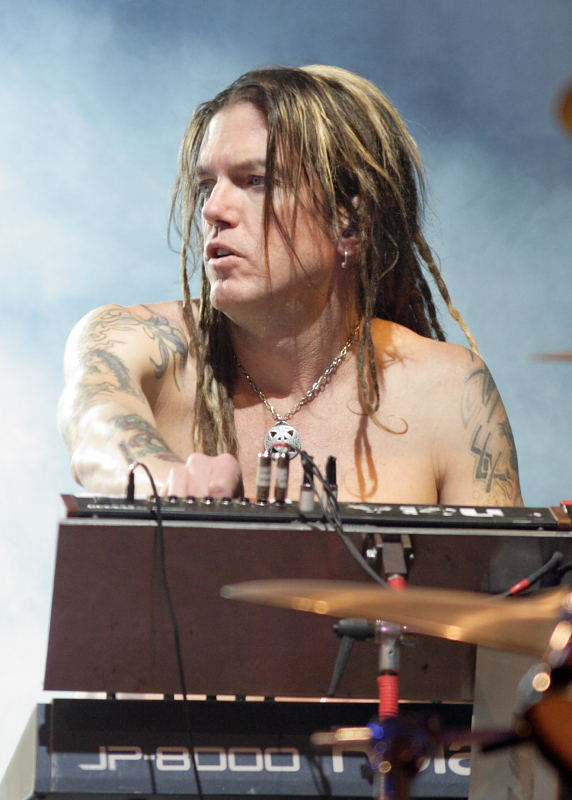
Dizzy Reed (2006)

Darren Arthur „Dizzy“ Reed (* 18. Juni 1963 in Cleveland, Ohio) ist ein US-amerikanischer Musiker. Im Frühjahr 1990 wurde er Keyboarder bei der Hard-Rock-Band Guns N’ Roses und war bis zur Reunion im April 2016 zwei Jahrzehnte lang neben Axl Rose einziges verbleibendes Mitglied aus der „Use Your Illusion“-Zeit Anfang der 1990er. Vorher spielte er bei Bands wie The Wild und Hairy Bananas.

## Musikalische Karriere

### Anfänge bei Guns N’ Roses
Zu Guns N’ Roses stieß Reed ursprünglich durch private Probleme. Er wurde seiner Wohnung verwiesen und bat Axl Rose, Frontmann von Guns N’ Roses, um Hilfe. Dieser lieh ihm etwas Geld für die Miete einer neuen Wohnung. Daraus entwickelte sich letztendlich die lange musikalische Zusammenarbeit und Mitgliedschaft in der Rockband.
Reed stand zum ersten Mal mit Guns N’ Roses 1991 beim Festival Rock in Rio in Brasilien auf der Bühne, wo er vor 250.000 Zuschauern spielte. Zu diesem Auftritt sagte er:

“My first live show with Guns N’ Roses was 'Rock In Rio.' It was like a blur. It was like: 'Man, I can't believe this!' I would be completely lying and ridiculous if I said I wasn't nervous for that.”

Sein bis zu diesem Zeitpunkt größtes Publikum bestand aus etwa 400 Menschen.

### Arbeit mit Guns N’ Roses

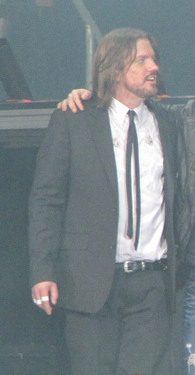
Reed im Jahr 2010

Dizzy Reed spielt als Mitglied von Guns N’ Roses hauptsächlich Keyboard bzw. Piano oder Orgel. Daneben sieht man ihn während Live-Auftritten auch an Percussions, zum Beispiel an Congas, am Tamburin oder am Shaker.

### Use Your Illusion
Da Reed noch während der Entwicklung des Doppelalbums Use Your Illusion zu Guns N’ Roses stieß, konnte er mit in die darin enthaltenen Stücke eingebunden werden. So ergänzte er in mehreren Songs den Begleitgesang oder spielte an der Orgel (unter anderem bei Don't Damn Me). Teilweise auch wichtige Parts wurden ihm am Keyboard bzw. Piano zugewiesen (Dust N’ Bones, Pretty Tied Up), im Song Estranged spielte er sogar ein kurzes Klaviersolo.

### Musikalische Arbeit neben Guns N’ Roses
Bevor er Mitglied von Guns N’ Roses wurde, arbeitete Dizzy Reed unter anderem mit den Bands The Wild und Hairy Bananas zusammen. Außerdem spielte er Keyboard auf den Soloalben von Guns-N’-Roses-Mitgliedern wie denen der Bassisten Duff McKagan und Tommy Stinson. Daneben arbeitete er mit Slash’s Snakepit.

### Solo
Im Februar 2018 wurde, nach zwei vorhergegangenen Weihnachtsalben, die Solo-Platte Rock 'N Roll ain't Easy von Dizzy Reed veröffentlicht.

## Privatleben und Familie
Dizzy Reed ist geschieden und hat drei Töchter und einen Sohn.